# Ocotea cryptocarpa
Ocotea cryptocarpa é uma espécie de planta do gênero Ocotea e da família Lauraceae. 

## Taxonomia
A espécie foi descrita em 2001 por João Batista Baitello. 

## Forma de vida
É uma espécie terrícola e arbórea. 

## Descrição
| Caule                                           | Caule                 |
| ----------------------------------------------- | --------------------- |
| crescimento dos ramo                            | contínuo              |
| Folha                                           |                       |
| filotaxia                                       | alterna               |
| forma das lâminas                               | obovada               |
| venação na face adaxial das lâminas proeminente | convexa               |
| domácia em tufo de tricoma                      | ausente               |
| domácia em cavidade                             | ausente               |
| catafilo                                        | ausente               |
| Inflorescência                                  |                       |
| tipo de inflorescência                          | panícula              |
| posição das inflorescência                      | axilar/subterminal    |
| Flor                                            |                       |
| pedicelo                                        | presente              |
| sexualidade                                     | bissexual             |
| forma do hipanto                                | obcônico              |
| estaminódio                                     | presente              |
| tamanho estilete ovário                         | igual/menor           |
| pistilódio                                      | ausente               |
| Fruto                                           |                       |
| forma das cúpula                                | globoso               |
| forma dos fruto                                 | globoso               |
| número de margem das cúpula                     | 1                     |
| relação cúpula fruto                            | envolvendo totalmente |
| tépala em fruto maduro                          | ausente               |

## Conservação
A espécie faz parte da Lista Vermelha das espécies ameaçadas do estado do Espírito Santo, no sudeste do Brasil. A lista foi publicada em 13 de junho de 2005 por intermédio do decreto estadual nº 1.499-R. 

## Distribuição
A espécie é encontrada no estado brasileiro de Espírito Santo. 
A espécie é encontrada no domínio fitogeográfico de Mata Atlântica, em regiões com vegetação de floresta ombrófila pluvial.